# Wolfgang Folmer
Wolfgang Folmer (* 28. März 1960 in Merzig (Saar)) ist ein deutscher Grafiker, Maler, Fotograf und Hochschuldozent.

## Leben
Wolfgang Folmer wuchs an der deutsch-französischen Grenze in dem saarländischen Großrosseln auf. Er studierte von 1987 bis 1995 an der Akademie der Bildenden Künste Stuttgart Freie Grafik bei Rudolf Schoofs. In den Folgejahren erhielt Folmer Lehraufträge im In- und Ausland und war von 1999 bis 2019 Dozent an der Haller Akademie der Künste.
Seit 2023 ist Wolfgang Folmer an der Technischen Universität Dortmund im Seminar für Kunst und Kunstwissenschaft Künstlerischer Mitarbeiter. Er lebt und arbeitet in Dortmund, Ludwigsburg und Heilbronn. Wolfgang Folmer ist Mitglied im Künstlerbund Baden-Württemberg und XYLON Deutschland.

## Künstlerisches Schaffen
Wolfgang Folmer arbeitet medial übergreifend in der Zeichnung, Malerei, Druckgrafik, Bildhauerei, Fotografie, im Video, oft kombiniert mit eigener experimenteller Percussion, in Großprojekten im öffentlichen Raum und performativ. Materialorientiertes Vorgehen bestimmt die konzeptuellen Ausarbeitungen: Intuitives Handeln und weiterführend durchkomponierte Versuchsanordnungen leiten die Reflexionen an. Stets bereit für Veränderungen und erfahrungsoffen kommt Wolfgang Folmer oft zu beunruhigend ambigen Ergebnissen.
Die Themenkomplexe sind weit gesteckt: von Auseinandersetzung mit Krieg und sinnlosem Auslöschen, über biografische Spurensuche, Bewältigung von bedrückendem Katholizismus und sexuellen Tabus, Selbstbeobachtung, dem Aufnehmen von Ausnahmesituationen der Menschen hin zu dokumentarischen Untersuchungen der Entfremdung von der Natur. Unterschiedlichste Wirklichkeitsebenen treffen aufeinander.

## Werke in öffentlichem Besitz
- Museum Schloss Moyland – Sammlung van der Grinten
- Shanghai Art Museum (China)
- Original Printmaking Base, Guanlan (China)
- Kunstmuseum Reutlingen (Spendhaus)
- Galerie der Stadt Backnang
- Deutsche Bank, Frankfurt[5]
- Mariposa-Projekt (Teneriffa)[6]
- Kreissparkasse Ludwigsburg[7]
- Hölderlin-Archiv Stuttgart
- Emma Ricklund Stiftung, Saxnäs (Schweden)
- Philipps-Universität Marburg
- Stadt Walldorf[8]

## Einzelausstellungen und Projekte (Auswahl)
- 1998: Mit jedem Strich dem Ziel näher, Galerie für Gegenwartskunst, Ludwigsburg[9]
- 2000: Zeichnungen, Galerie Marielene Lechler, Esslingen Strichweise, Reihe 22, Stuttgart[10]
- 2001: vor Ort, Wolfgang Folmer und Rolf Nikel, Kunstverein Schwäbisch Hall[11]
- 2002: ars solvendi, Kunstforum Weil der Stadt, Wendelinskapelle, Weil der Stadt[12]
- 2003: vor Ort, Galerie im Alten Schloss, Gaildorf temporär, Kunstzentrum Karlskaserne, Ludwigsburg[13] (Katalog)
- 2005: Kunst am Baum, Studiengalerie der pädagogischen Hochschule Ludwigsburg[14]
- 2008: Rundblicke, Kunstverein Ellwangen, Schloss ob Ellwangen, Residenz[15]
- 2008: Kaimauergestaltung am EnBW Kohlekraftwerk Walheim[16]
- 2008: Projekt mit dem Klaipėda Zentrum für kulturelle Kommunikation, Klaipėda (Litauen)[17]
- 2012: Back to the plate, Hohenloher Kunstverein, Künzelsau[18]
- 2013: Holzschnitte, Städtische Galerie Contact, Böblingen[19]
- 2014: scribo in lignum, Kunsthalle Neuwerk, Konstanz[20]
- 2017: Wandgestaltung der Mensa an der St. Veit–Schule Flein Ausstellung Kunstpreis der Stadt Walldorf[21] (Katalog)
- 2022: lichterloh, Gesellschaft für Bildende Kunst Trier e.V., Galerie Palais Walderdorff[22] (Katalog)
- 2022: Mach doch mal die Sitzheizung aus, mit Bettina van Haaren, Z3 Contemporaries, Schwäbisch Hall[23]
- 2022: Du wirst schon sehen: Ich atme kaum!, mit Bettina van Haaren, Institut für aktuelle Kunst, Saarlouis[24]
- 2022: Wolkenschlag!, mit Bettina van Haaren, Galerie Radierverein, München[25]
- 2023: Gegebenheiten, Städtischen Galerie Backnang[26] (Katalog)
- 2023: Wolfgang Folmer: an sich, Retrospektive im Kunstmuseum Reutlingen[27] (Katalog)
- 2024: Einfassung der Schwebung, mit Bettina van Haaren, Dortmunder U[28] (Buch)

## Gruppenausstellungen (Auswahl)
- 1996: Klasse Prof. Rudolf Schoofs, Galerie Timm Gierig, Leinwandhaus, Frankfurt[29]
- 1996: Schwarzweiß V, Galerie Marianne Grob, Berlin[30]
- 1999: Weite Horizonte, Gesellschaft für Kunst Hohenlohe e.V., Künstlerbund Solpark, Schwäbisch Hall[31]
- 2003: 2. Internationaler Waldkunstpfad, Darmstadt[32]
- 2006: Ballkünstler: Künstlerball, Kunstverein Gelsenkirchen, Städtisches Museum Gelsenkirchen, Domforum Köln, Waschkaue der Kokerei Hansa Dortmund, Nordrhein–Westfälischer Landtag Düsseldorf[33] (Katalog)
- 2006: Native–Invasive, Forest Art Wisconsin, Minoqua (USA) (internationales Symposium)[34] (Katalog)
- 2008: 3 Generationen, Rudolf Schoofs, Wolfgang Folmer, Vincend Schmid, Galerie Gränzl, Horn[35]
- 2010: Artists in Residence, National Art Museum of China, Shenzhen (China)[36] (Katalog)
- 2010: IV. Ellwanger Kunstausstellung, Kunstverein Ellwangen[37] (Katalog)
- 2012: Originality in the culture of copying, City Museum, Juarez (Mexiko), National University of Chiayi (Taiwan)[38] (Katalog)
- 2013: Trienale européenne de l'estampe contemporaire, Toulouse (Frankreich)[39] (Katalog)
- 2013: Preisträger der V. Ellwanger Kunstausstellung, Kunstverein Ellwangen[40] (Katalog)
- 2013: The Originality in the copying culture Centro Universitario de las Artes, Ciudad Juárez (Mexiko)[41] (Katalog)
- 2023: SaarArt 2023, mit Bettina van Haaren, Saarlandmuseum Saarbrücken[42]
- 2024: 20. internationale Grafik-Triennale Frechen, Kunstverein zu Frechen[43] (Katalog)
- 2024: Hier und jetzt, Gustav-Lübcke-Museum, Hamm[44] (Katalog)
- 2025: Rebellion des gemeinen Mannes – 500 Jahre Bauernaufstand, Kunsthalle Vogelmann, Heilbronn[45] (Katalog)

## Preise und Stipendien
- 2002: Arbeitsstipendium Hans-Jürgen Müller, Mariposa (Teneriffa)[46][47]
- 2003: Stadtmalerstipendium der Stadt Gaildorf[48]
- 2003: Kunstpreis Nagold[49]
- 2005: Stipendium der Emma Ricklund Stiftung, Saxnäs (Schweden)[50]
- 2006: Stipendium der Ars Natura–Stiftung, Spangenberg[51]
- 2006: Native – Invasive, Forest Art Wisconsin (USA)[52]
- 2010: Arbeitsstipendium der Original Printmaking Base Guanlan (China)[53]
- 2012: Ellwanger Kunstpreis der Karl-Heinz Knoedler Stiftung[54]
- 2012: Ulrich-Kittel-Stipendium, Atelierhaus Sindelfingen[55]
- 2012: Kunstpreis der Stiftung Kunst, Kultur und Bildung der Kreissparkasse Ludwigsburg[56]
- 2018: Kunstpreis der Stadt Walldorf[57]
- 2021: Atelierstipendium der Stadt Walldorf[58]
- 2022: Atelierstipendium „atelier da giast“ in Sta.Maria Val Müstair (Schweiz)[59][60]
- 2023: Artist in Residence, USF Arts Center (Verftet), Bergen/Norwegen[61]
- 2023: Atelierstipendium „atelier da giast“ in Sta.Maria Val Müstair (Schweiz)[62][63]